# Ingrid Halskov Stage
Ingrid Halskov Stage (født 27. november 1948 i Viborg) er en forhenværende dansk fagforeningsleder, tidligere formand for Dansk Magisterforening.

## Liv og karriere
Ingrid Stage blev født 27. november 1948 i Viborg og voksede op på et husmandssted i Bigum ved Tjele Langsø nær Viborg. Hun var ud af en søskendeflok på 11 og blev student fra Viborg Katedralskole i 1969.
Hun er cand.mag. i engelsk og var  2001-2015 formand for Dansk Magisterforening. Hun har særligt beskæftiget sig med fagforeningspolitik, britiske og amerikanske samfundsforhold, med oversættelse til og fra engelsk med særlig interesse for sundhedsforhold og miljøforhold, udvikling af efteruddannelse i engelsk forhandlingssprog for akademikere og med sprogtestning af ansøgere til engelsksprogede masteruddannelser.
Hun var fagleder, lektor i engelsk ved Handelshøjskolecentret i Slagelse 1994-2000, har haft tidsbegrænsede ansættelser ved Handelshøjskolen i København 1984-94 og har været oversætter og informationsmedarbejder ved den pakistanske ambassade, 1979-84.
2008 lykkedes det Ingrid Stage og hendes medarbejdere at gennemtrumfe en gunstig overenskomst for magisterforeningens medlemmer. Medlemmerne udviste stor tilfredshed. Cirka 80% af de afgivne stemmer ved den efterfølgende urafstemning var ja-stemmer.
Ingrid Halskov Stage er gift med historiker og reservepost Hans Erik Stage, er mor til den tidligere landsholdsspiller i håndbold, cand.mag. Bo Halskov Stage og har børnebørnene Sofie, Ida og Asta. Hun har desuden nevøerne Andreas Halskov, Lars Bork Halskov og Jens Peter Kaj Jensen, som alle er forfattere.